# Hermann Wahl

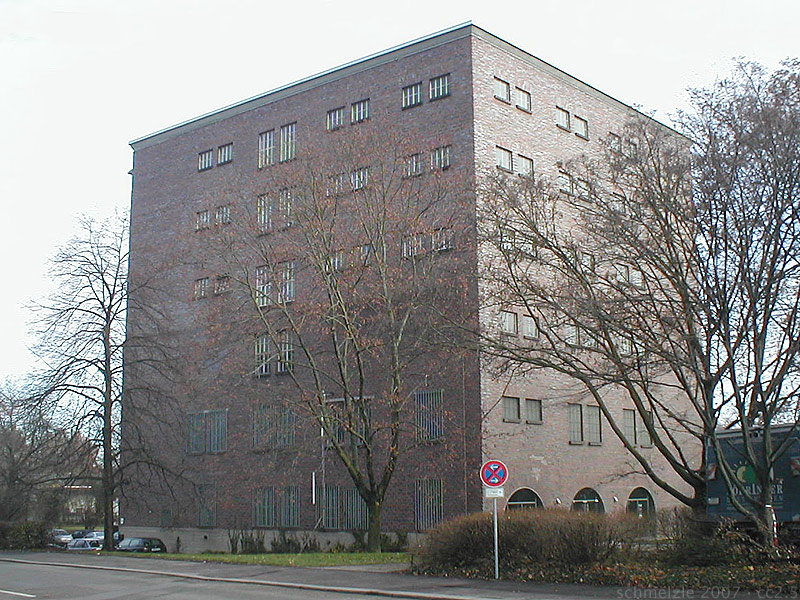
Der Hagenbucher vor dem Umbau im November 2007

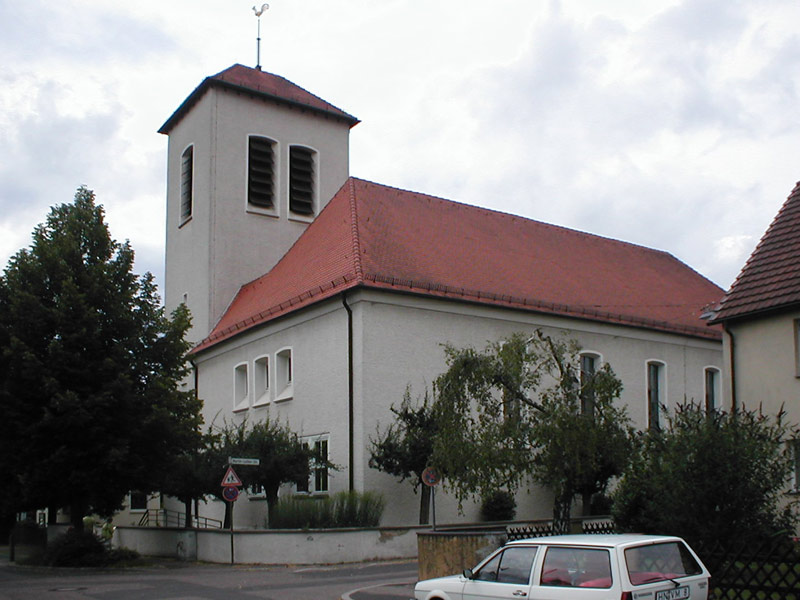
Martin-Luther-Kirche

Hermann Wahl (* 1902; † 1980) war ein deutscher Architekt und Stadtplaner. Er war maßgeblich bei der Stadtplanung des Wiederaufbaus der Altstadt von Heilbronn beteiligt. So wurde bei dem Wettbewerb sein Entwurf für den Wiederaufbau mit dem dritten Preis ausgezeichnet, und er war bei der Stadtplanung als Planungsbeirat und Blockarchitekt tätig. Daneben entwarf er zahlreiche Gebäude. Zu seinen bekanntesten Werken zählen die Martin-Luther-Kirche (1934) und das Gebäude des Hagenbucher (1936), in dem sich die Experimenta, das Science Center des Regionalverbands Heilbronn-Franken befindet.

## Leben und Wirken

### Stadtplaner und Blockarchitekt
Er war maßgeblich bei der Stadtplanung des Wiederaufbaus der Altstadt zu Heilbronn beteiligt. So wurde am 27. März 1947 dem Heilbronner Gemeinderat (gemeinsam mit einem Schreiben des Architekten Richard Schumacher) eine Denkschrift überreicht, die von Hermann Wahl, Richard Scheffler und Erik Beutinger als Teil der Heilbronner Architektengemeinschaft unterzeichnet worden war. Darin forderten die Architekten, einen Wettbewerb zur Planung des Altstadt-Wiederaufbaus auszuschreiben. Bei 27 eingereichten Arbeiten zu dem später ausgeschriebenen Wettbewerb wurde Wahls Entwurf am 11. November 1947 mit dem dritten Preis ausgezeichnet. 1948 bildete er gemeinsam mit den Preisrichtern und den Preisträgern Kurt Marohn, Rudolf Gabel, Hannes Mayer und Richard Scheffler einen „Planungsbeirat“, der dem Stadtplanungsamt und seinem Vorstand Hans Gerber bei der Ausarbeitung der Altstadtplanung „unter Auswertung der Wettbewerbsergebnisse“ helfen sollte.
Am 11. November 1948 beschloss der Gemeinderat gemäß dem Aufbaugesetz vom 18. August 1948 mit der Kann-Vorschrift gemäß § 13 IV Grundstücke umzulegen und die Altstadt in verschiedenen Blöcke aufzuteilen, wobei den Preisträgern verschiedene Blöcke zugesprochen wurden. Hermann Wahl wurde somit Blockarchitekt und war für die Planung und Bau dreier Blöcke zuständig. Der erste Block umfasste das Gebiet zwischen Zehentgasse, Sülmerstraße, Lammgasse und Turmstraße. Der zweite das Gebiet zwischen Sülmerstraße, Kaiserstraße, Allee und Karlstraße. Der letzte Block umfasste das Gebiet zwischen Fischergasse, Allerheiligenstraße, Deutschhofstraße und Kramstraße.

### Andere Bauten und Projekte
Zu seinen Vorkriegsbauten zählen die am 17. Juni 1934 eingeweihte Martin-Luther-Kirche und das Gebäude des Hagenbuchers von 1936. In der Nachkriegszeit beteiligte er sich an einem Wettbewerb zur Gestaltung des Ehrenfriedhofs im Köpfer am 9. Juli 1947, bei dem sein Entwurf unter 65 eingereichten Arbeiten für 400 Reichsmark von der Stadt erworben wurde. Bei dem Wiederaufbau lieferte er auch Entwürfe für den Neubau etlicher Wohn- und Geschäftshäuser der Heilbronner Innenstadt, so für das Geschäftshaus der Eisenwarenhandlung Wilhelm Schweiker an der Kiliansstraße 9 am 13. April 1950.
1953 wurde nach seinen Plänen der neue Anbau des „Haus des Handwerks“ fertiggestellt. Ebenso das Wohn- und Geschäftshaus Bahnhofstraße 17 für Dr. Gustav Uhland am 3. September 1955 und für das viergeschossige Geschäfts- und Wohnhaus an der Ecke Kilianstraße / Klostergasse der Firma Karl Wolf (Tapeten, Linoleum und Teppiche) am 17. September 1955.

### Sonstige Tätigkeiten
Hermann Wahl war nicht nur als Architekt, sondern auch als Musiker tätig. So spielte er am 15. September 1946 zusammen mit dem Rektor Hans Elfinger an der Orgel bei der kirchenmusikalischen Aufführung zugunsten der Evakuierten und Notleidenden in der katholischen St.-Martinus-Kirche in Sontheim. An diesem Konzert waren auch der katholische Kirchenchor „Cäcilia“, der evangelische Kirchenchor, der Chor der Marianischen Jungfrauen-Kongregation und die Violinlehrerin Berta Sigmund beteiligt.